# Kit Reed
Pour les articles homonymes, voir Reed et Craig.
Œuvres principales
- Des vacances inoubliables

Lilian Craig puis Lilian Reed, dite Kit Reed, née le 7 juin 1932 à San Diego en Californie et morte le 24 septembre 2017 à La Crescenta-Montrose (Californie),, est une femme de lettres américaine, auteur de récits réalistes et de science-fiction.

## Biographie et carrière littéraire
Kit Reed a été journaliste au St Petersburg Times puis au New Haven Register, et enseignante. Dans les meilleurs de ses récits, elle présente, sur un ton généralement paisible et sans prétention, des « fables morales où l'élément scientifique reste subordonné à l'importance des problèmes humains » .
L'une de ses premières nouvelles, The Wait (1958), a été publiée par Anthony Boucher . La New York Times Book Review a notamment déclaré à ce sujet : Reed has a prose style that's pure dry ice, displayed in dystopian stories that specialize in bitterness and dislocation (Reed a un style d'écriture qui est un cristal de glace, avec des histoires dystopiques qui allient acidité et dislocation) .
Ses récits ont été publiés dans The Magazine of Fantasy & Science Fiction, dans Yale Review et dans Kenyon Review, et ont été largement repris en anthologies.
Elle a été nommée au prix James Tiptree, Jr. à trois reprises .

## Œuvres

### Romans
- (en) Mother Isn't Dead She's Only Sleeping, 1961
- (en) At War As Children, 1964
- (en) The Better Part, 1967
- (en) Armed Camps, 1969
- (en) Cry of the Daughter, 1971
- (en) Tiger Rag, 1973
- (en) Captain Grownup, 1976
- (en) The Ballad of T. Rantula, 1979
- Des vacances inoubliables, Denoël, coll. « Présence du futur », 1983 ((en) Magic Time, 1980)
- (en) Fort Privilege, 1985
- (en) The Revenge of the Senior Citizens, 1986
- (en) Blood Fever, 1986Sous le nom de Shelley Hyde.
- (en) Catholic Girls, 1987
- (en) Gone, 1992Sous le nom de Kit Craig.
- (en) Twice Burned, 1993Sous le nom de Kit Craig.
- (en) Little Sisters of the Apocalypse, 1994
- (en) Strait, 1995Sous le nom de Kit Craig.
- (en) J. Eden, 1996
- (en) Closer, 1997Sous le nom de Kit Craig.
- (en) Some Safe Place, 1998Sous le nom de Kit Craig.
- (en) Short Fuse, 1999Sous le nom de Kit Craig.
- (en) @expectations, 2000
- (en) Thinner Than Thou, 2004
- (en) Bronze, 2005
- (en) The Baby Merchant, 2006
- (en) The Night Children, 2008
- (en) Enclave, 2009
- (en) Son of Destruction, 2012
- (en) Where, 2015
- (en) Mormama, 2017

### Recueils de nouvelles
- (en) Mister Da V. and Other Stories, 1967
- (en) The Killer Mice, 1976
- (en) Other Stories and...The Attack of the Giant Baby, 1981
- (en) Thief of Lives, 1992
- (en) Weird Women, Wired Women, 1998
- (en) Seven for the Apocalypse, 1999
- (en) Dogs of Truth : New and Uncollected Stories, 2005
- (en) What Wolves Know, 2011
- (en) The Story Until Now: A Great Big Book of Stories, 2013

### Anthologies
- (en) Fat, 1974

### Nouvelles traduites en français
- La Ferme à bouffe, 1976 ((en) The Food Farm, 1967)
- Les Champs d'or, 1984 ((en) Golden Acres, 1967)
- La Vigne, 1968 ((en) La Vigne, 1967)
- Le portrait idéal  (Mystère Magazine, mars 1969, n° 253) The perfect portrait (1968)
- Winston, 1977 ((en) Winston, 1969)
- Les Circuits de la grande évasion, 1984 ((en) Great Escape Tours, Inc., 1974)

### Inspiration donnée à d'autres écrivains
- Doctors par Erich Segal[7]
- Cordelia Underwood, Or the Marvelous Beginnings of the Moosepath League, par Van Reid[8]
- Reservation Road, par John Burnham Schwartz[9]
- The Better Man, par Anita Nair[10]